# Diógenes Randes

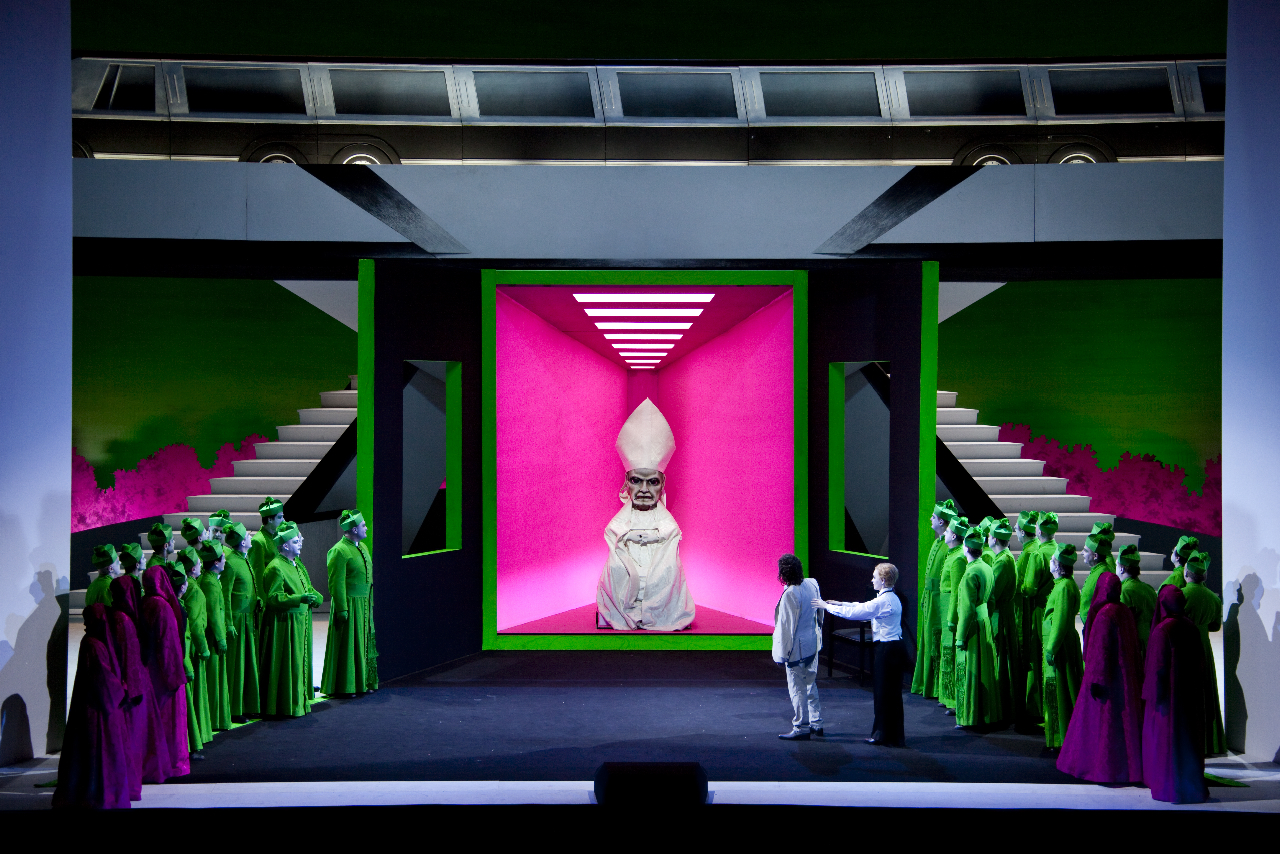
Diogenes Randes (Mitte, vor rotem Hintergrund) als Papst Pius IV. in Palestrina an der Hamburgischen Staatsoper (2011)

Diógenes Randes (geboren in São Paulo) ist ein brasilianischer Opernsänger (Bass).

## Leben
Diogenes Randes studierte am Staatlichen Konservatorium für Musik in São Paulo und setzte sein Studium ab 2000 am Konservatorium (CRD – „Conservatoire a Rayonnement Départemental“) im französischen Colmar fort. 2001 wurde er im Alter von 24 Jahren an der Freiburger Oper engagiert. 2004 wechselte er in das Ensemble der Oper Essen, 2008 dann zur Hamburgischen Staatsoper. 2007 debütierte er bei den Bayreuther Festspielen. 2008 sang er dort in der Parsifal-Neuinszenierung von Stefan Herheim den Titurel.
Zu seinem Repertoire gehören die Titelrollen in Figaros Hochzeit und in Don Giovanni, der Sarastro in der Zauberflöte, der Banco in Macbeth, der Guglielmo in Così fan tutte, Ramfis in Aida, der Daland im Fliegenden Holländer, der Hans Foltz in den Meistersingern und der Fafner im Rheingold und im Siegfried.

## Wettbewerbe und Auszeichnungen (Auswahl)
- 2002: Finalist beim Gesangswettbewerb Competizione dell’ Opera, Dresden
- 2005: 2. Preis beim Wettbewerb Operalia, Madrid